# Vũ khí trả thù
V-Waffen (viết tắt của từ tiếng Đức Vergeltungswaffen, tức Vũ khí trả thù) là tên gọi riêng của các loại tên lửa hành trình Fieseler Fi 103 (V1), tên lửa A4 (V2) và pháo tầm xa V3 được chế tạo trong thời kỳ Đức quốc xã. Tên gọi của loại vũ khí này đã thể hiện mục đích của nó: người Đức không dùng V-Waffen để tấn công các mục tiêu quân sự mà dùng để tận diệt tất cả những người được cho là kẻ thù trong chiến tranh thế giới lần thứ hai.
Vũ khí trả thù V-Waffen, với tư cách thuộc nhóm Wunderwaffe (từ tiếng Đức, tức vũ khí siêu việt), đáng lẽ ra đã phải là một bước ngoặt quan trọng của chiến tranh thế giới lần hai nếu ảnh hưởng về mặt quân sự và chiến lược của nó không quá nhỏ bé bởi không xác định được mục tiêu chuẩn xác để nhắm đến. Tuy nhiên, ảnh hưởng về tâm lý do V-Waffe gây ra đối với người dân và đối thủ của Đức quốc xã thì lại vô cùng to lớn: ở Đức, niềm tin của các quân nhân vào chiến thắng cuối cùng ngày càng được củng cố; trong khi ở vương quốc Anh và Bỉ - hai mục tiêu chính của V-Waffe, người dân càng lúc càng thấy sự cần thiết của việc đánh bại chế độ Đức quốc xã. Vài loại trong số các vũ khí V-Waffe bị mắc khiếm khuyết ở một số bộ phận, do đó không hoặc gần như không bao giờ được dùng trong các cuộc tấn công.
Việc phát triển các loại vũ khí trả thù V-Waffe được thực hiện theo lệnh từ Berlin của Wilhelm Landig - viên điều hành "những kế hoạch bí mật của đế chế". Những dự án đã hoàn thành được đánh số thứ tự, gồm: V1 - tên lửa hành trình gắn đầu đạn đầu tiên của thế giới; V2 - nền tảng của tất cả những tên lửa do Liên Xô và Hoa Kỳ sản xuất sau chiến tranh thế giới lần hai;... cho đến V7. Theo con số không chính thức, số thứ tự các loại tên lửa V-Waffe đã lên tới con số A12.

## Xem thêm

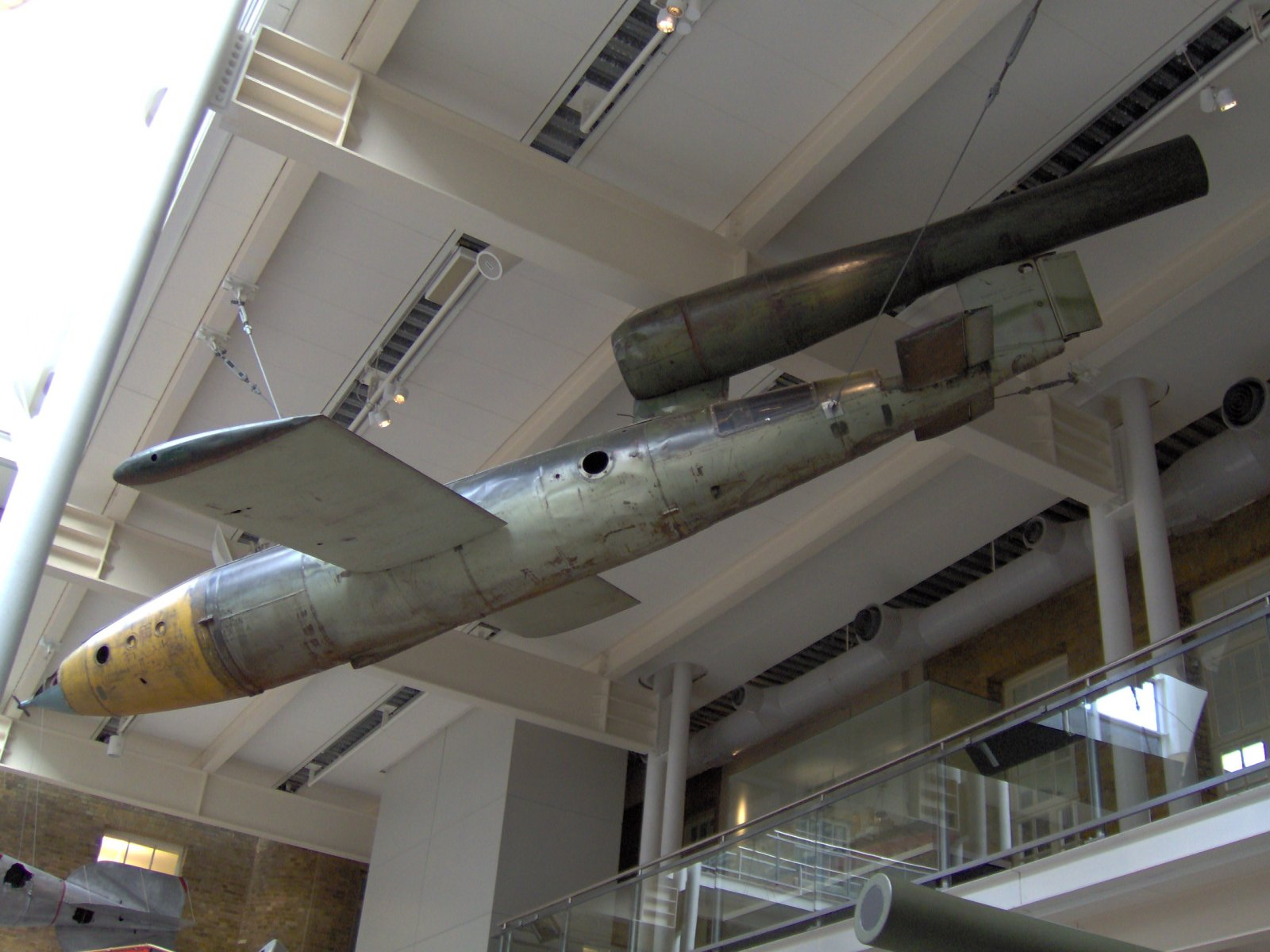
Tên lửa V1
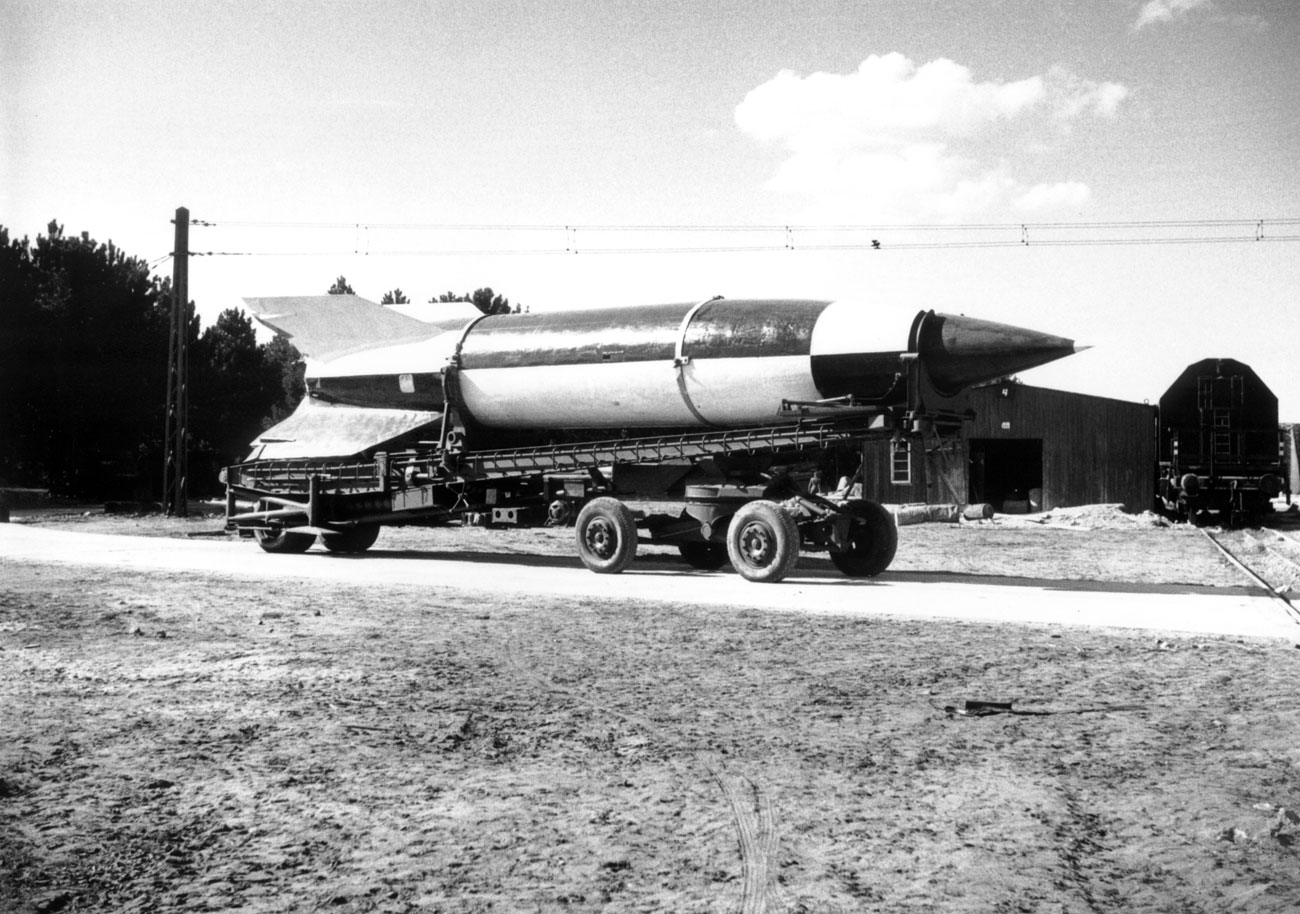
Tên lửa V2
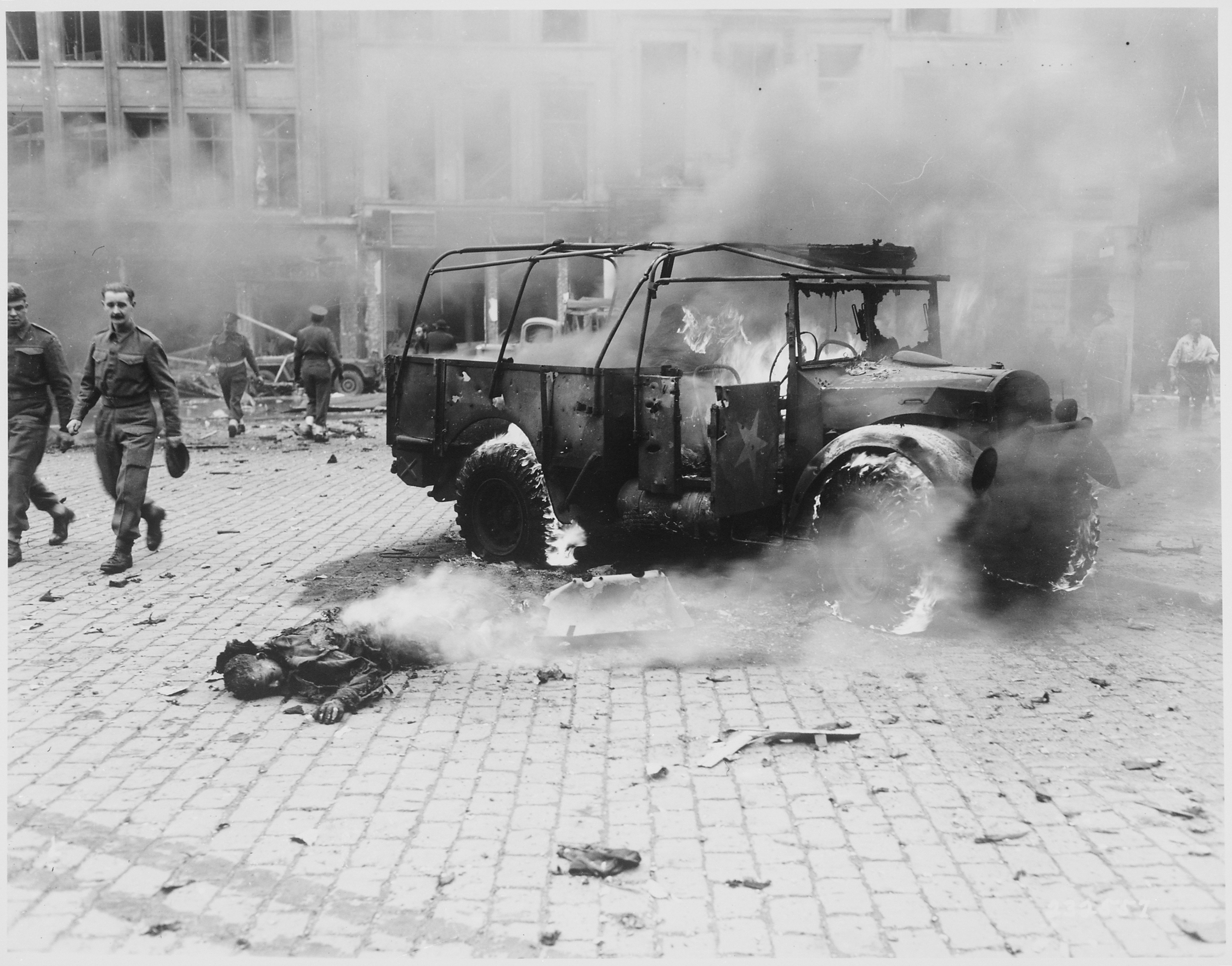
Sau một cuộc tấn công của tên lửa V2 tại Bỉ, 27.11.1944